# Critics’ Choice Movie Awards 2019

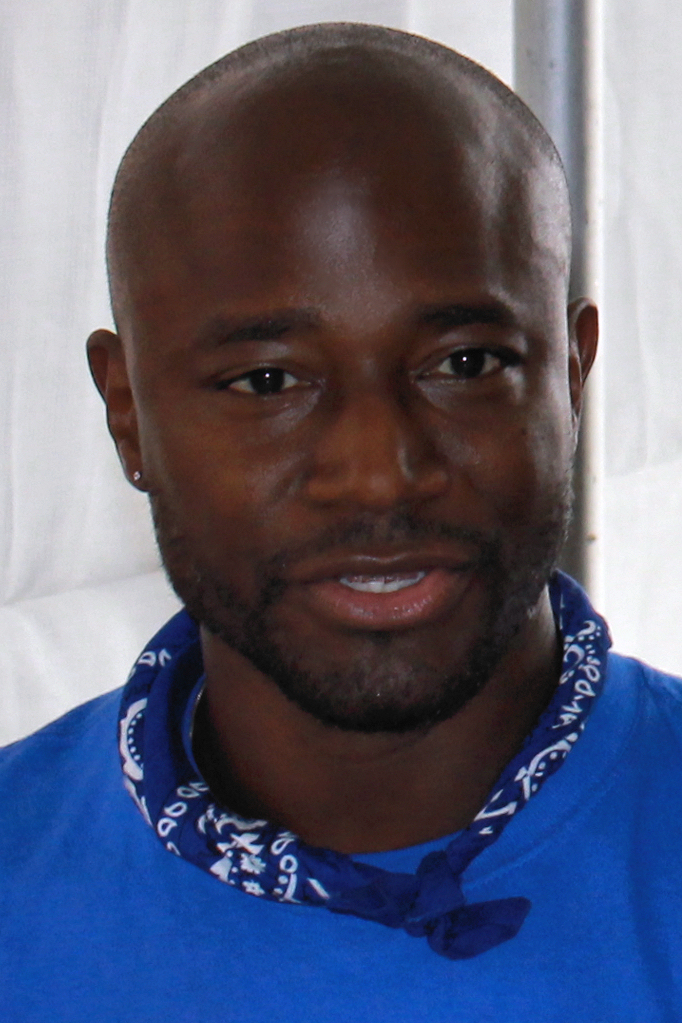
Taye Diggs, Moderator der Verleihung

Die 24. Verleihung der US-amerikanischen Critics’ Choice Movie Awards, die jährlich von der Broadcast Film Critics Association (BFCA) vergeben werden, fand am 13. Januar 2019 im Barker Hangar auf dem Santa Monica Municipal Airport im kalifornischen Santa Monica statt. Die Verleihung wurde von Taye Diggs moderiert und live vom US-Sender The CW ausgestrahlt.
Die Nominierungen wurden am 10. Dezember 2018 bekanntgegeben.

## Gewinner und Nominierte
| Film                                     | N   | A |
| ---------------------------------------- | --- | - |
| The Favourite – Intrigen und Irrsinn     | 140 | 2 |
| Black Panther                            | 120 | 3 |
| Aufbruch zum Mond                        | 100 | 2 |
| Vice – Der zweite Mann                   | 9   | 3 |
| A Star Is Born                           | 9   | 2 |
| Mary Poppins’ Rückkehr                   | 9   | 0 |
| Roma                                     | 8   | 4 |
| Green Book – Eine besondere Freundschaft | 7   | 1 |
| Beale Street                             | 5   | 2 |
| Crazy Rich                               | 4   | 1 |
| BlacKkKlansman                           | 4   | 0 |
| Eighth Grade                             | 3   | 1 |
| A Quiet Place                            | 3   | 1 |
| Bohemian Rhapsody                        | 3   | 0 |
| Can You Ever Forgive Me?                 | 3   | 0 |
| Deadpool 2                               | 3   | 0 |
| Game Night                               | 3   | 0 |
| Widows – Tödliche Witwen                 | 3   | 0 |

### Bester Film
Roma
Black Panther
BlacKkKlansman
The Favourite – Intrigen und Irrsinn (The Favourite)
Aufbruch zum Mond (First Man)
Green Book – Eine besondere Freundschaft (Green Book)
Beale Street (If Beale Street Could Talk)
Mary Poppins’ Rückkehr (Mary Poppins Returns)
A Star Is Born
Vice – Der zweite Mann (Vice)

### Bester Hauptdarsteller
Christian Bale – Vice – Der zweite Mann (Vice)
Bradley Cooper – A Star Is Born
Willem Dafoe – Van Gogh – An der Schwelle zur Ewigkeit (At Eternity’s Gate)
Ryan Gosling – Aufbruch zum Mond (First Man)
Ethan Hawke – First Reformed
Rami Malek – Bohemian Rhapsody
Viggo Mortensen – Green Book – Eine besondere Freundschaft (Green Book)

### Beste Hauptdarstellerin
Glenn Close – Die Frau des Nobelpreisträgers (The Wife)

Lady Gaga – A Star Is Born
Yalitza Aparicio – Roma
Emily Blunt – Mary Poppins’ Rückkehr (Mary Poppins Returns)
Toni Collette – Hereditary – Das Vermächtnis (Hereditary)
Olivia Colman – The Favourite – Intrigen und Irrsinn (The Favourite)
Melissa McCarthy – Can You Ever Forgive Me?

### Bester Nebendarsteller
Mahershala Ali – Green Book – Eine besondere Freundschaft (Green Book)
Timothée Chalamet – Beautiful Boy
Adam Driver – BlacKkKlansman
Sam Elliott – A Star Is Born
Richard E. Grant – Can You Ever Forgive Me?
Michael B. Jordan – Black Panther

### Beste Nebendarstellerin
Regina King – Beale Street (If Beale Street Could Talk)
Amy Adams – Vice – Der zweite Mann (Vice)
Claire Foy – Aufbruch zum Mond (First Man)
Nicole Kidman – Der verlorene Sohn (Boy Erased)
Emma Stone – The Favourite – Intrigen und Irrsinn (The Favourite)
Rachel Weisz – The Favourite – Intrigen und Irrsinn (The Favourite)

### Beste Jungdarsteller
Elsie Fisher – Eighth Grade
Thomasin McKenzie – Leave No Trace
Ed Oxenbould – Wildlife
Millicent Simmonds – A Quiet Place
Amandla Stenberg – The Hate U Give
Sunny Suljic – Mid90s

### Bestes Schauspielensemble
The Favourite – Intrigen und Irrsinn (The Favourite)
Black Panther
Crazy Rich (Crazy Rich Asians)
Vice – Der zweite Mann (Vice)
Widows – Tödliche Witwen (Widows)

### Beste Regie
Alfonso Cuarón – Roma
Damien Chazelle – Aufbruch zum Mond (First Man)
Bradley Cooper – A Star Is Born
Peter Farrelly – Green Book – Eine besondere Freundschaft (Green Book)
Giorgos Lanthimos – The Favourite – Intrigen und Irrsinn (The Favourite)
Spike Lee – BlacKkKlansman
Adam McKay – Vice – Der zweite Mann (Vice)

### Bestes Originaldrehbuch
Paul Schrader – First Reformed
Bo Burnham – Eighth Grade
Alfonso Cuarón – Roma
Deborah Davis und Tony McNamara – The Favourite – Intrigen und Irrsinn (The Favourite)
Adam McKay – Vice – Der zweite Mann (Vice)
Nick Vallelonga, Brian Hayes Currie und Peter Farrelly – Green Book – Eine besondere Freundschaft (Green Book)
Bryan Woods, Scott Beck und John Krasinski – A Quiet Place

### Bestes adaptiertes Drehbuch
Barry Jenkins – Beale Street (If Beale Street Could Talk)
Ryan Coogler und Joe Robert Cole – Black Panther
Nicole Holofcener und Jeff Whitty – Can You Ever Forgive Me?
Eric Roth, Bradley Cooper und Will Fetters – A Star Is Born
Josh Singer – Aufbruch zum Mond (First Man)
Charlie Wachtel, David Rabinowitz, Kevin Willmott und Spike Lee – BlacKkKlansman

### Beste Kamera
Alfonso Cuarón – Roma
James Laxton – Beale Street (If Beale Street Could Talk)
Matthew Libatique – A Star Is Born
Rachel Morrison – Black Panther
Robbie Ryan – The Favourite – Intrigen und Irrsinn (The Favourite)
Linus Sandgren – Aufbruch zum Mond (First Man)

### Bestes Szenenbild
Hannah Beachler und Jay Hart – Black Panther
Eugenio Caballero und Bárbara Enríquez – Roma
Nelson Coates und Andrew Baseman – Crazy Rich (Crazy Rich Asians)
Fiona Crombie und Alice Felton – The Favourite – Intrigen und Irrsinn (The Favourite)
Nathan Crowley und Kathy Lucas – Aufbruch zum Mond (First Man)
John Myhre und Gordon Sim – Mary Poppins’ Rückkehr (Mary Poppins Returns)

### Bester Schnitt
Tom Cross – Aufbruch zum Mond (First Man)
Jay Cassidy – A Star Is Born
Hank Corwin – Vice – Der zweite Mann (Vice)
Alfonso Cuarón und Adam Gough – Roma
Yorgos Mavropsaridis – The Favourite – Intrigen und Irrsinn (The Favourite)
Joe Walker – Widows – Tödliche Witwen (Widows)

### Beste Kostüme
Ruth E. Carter – Black Panther
Alexandra Byrne – Maria Stuart, Königin von Schottland (Mary Queen of Scots)
Julian Day – Bohemian Rhapsody
Sandy Powell – The Favourite – Intrigen und Irrsinn (The Favourite)
Sandy Powell – Mary Poppins’ Rückkehr (Mary Poppins Returns)

### Bestes Make-up und beste Frisuren
Vice – Der zweite Mann (Vice)
Black Panther
Bohemian Rhapsody
The Favourite – Intrigen und Irrsinn (The Favourite)
Maria Stuart, Königin von Schottland (Mary Queen of Scots)
Suspiria

### Beste visuelle Effekte
Black Panther
Avengers: Infinity War
Aufbruch zum Mond (First Man)
Mary Poppins’ Rückkehr (Mary Poppins Returns)
Mission: Impossible – Fallout
Ready Player One

### Bester animierter Spielfilm
Spider-Man: A New Universe (Spider-Man: Into the Spider-Verse)
Der Grinch (The Grinch)
Die Unglaublichen 2 (Incredibles 2)
Isle of Dogs – Ataris Reise (Isle of Dogs)
Mirai – Das Mädchen aus der Zukunft (Mirai no Mirai)
Chaos im Netz (Ralph Breaks the Internet)

### Bester Actionfilm
Mission: Impossible – Fallout
Avengers: Infinity War
Black Panther
Deadpool 2
Ready Player One
Widows – Tödliche Witwen (Widows)

### Beste Komödie
Crazy Rich (Crazy Rich Asians)
Deadpool 2
The Death of Stalin
The Favourite – Intrigen und Irrsinn (The Favourite)
Game Night
Sorry to Bother You

### Bester Schauspieler in einer Komödie
Christian Bale – Vice – Der zweite Mann (Vice)
Jason Bateman – Game Night
Viggo Mortensen – Green Book – Eine besondere Freundschaft (Green Book)
John C. Reilly – Stan & Ollie
Ryan Reynolds – Deadpool 2
Lakeith Stanfield – Sorry to Bother You

### Beste Schauspielerin in einer Komödie
Olivia Colman – The Favourite – Intrigen und Irrsinn (The Favourite)
Emily Blunt – Mary Poppins’ Rückkehr (Mary Poppins Returns)
Elsie Fisher – Eighth Grade
Rachel McAdams – Game Night
Charlize Theron – Tully
Constance Wu – Crazy Rich (Crazy Rich Asians)

### Bester Science-Fiction-/Horrorfilm
A Quiet Place
Auslöschung (Annihilation)
Halloween
Hereditary – Das Vermächtnis (Hereditary)
Suspiria

### Bester fremdsprachiger Film
Roma
Burning (버닝)
Capernaum – Stadt der Hoffnung (کفرناحوم)
Cold War – Der Breitengrad der Liebe (Zimna wojna)
Shoplifters – Familienbande (万引き家族)

### Bestes Lied
„Shallow“ aus A Star Is Born
„All the Stars“ aus Black Panther
„Girl in the Movies“ aus Dumplin’
„I’ll Fight“ aus RBG – Ein Leben für die Gerechtigkeit (RBG)
„The Place Where Lost Things Go“ aus Mary Poppins’ Rückkehr (Mary Poppins Returns)
„Trip a Little Light Fantastic“ aus Mary Poppins’ Rückkehr (Mary Poppins Returns)

### Beste Musik
Justin Hurwitz – Aufbruch zum Mond (First Man)
Kris Bowers – Green Book – Eine besondere Freundschaft (Green Book)
Nicholas Britell – Beale Street (If Beale Street Could Talk)
Alexandre Desplat – Isle of Dogs – Ataris Reise (Isle of Dogs)
Ludwig Göransson – Black Panther
Marc Shaiman – Mary Poppins’ Rückkehr (Mary Poppins Returns)